# Hylochoerus meinertzhageni
El hilóquero (Hylochoerus meinertzhageni) es una especie de mamífero artiodáctilo de la familia Suidae. Se trata de un cerdo salvaje de gran tamaño que habita en las selvas del centro de África. Son animales nocturnos de aspecto extraño que no fueron conocidos por la ciencia occidental hasta 1904.
Viven en manadas de 20 individuos y son herbívoros aunque muchas veces también carroñeros.

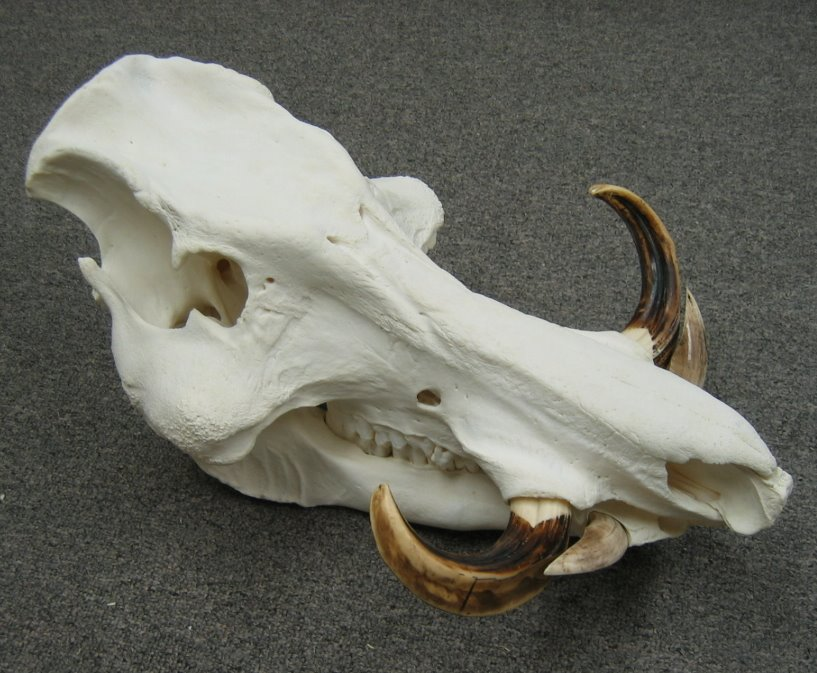
Cráneo de un macho

## Características
Los machos alcanzan hasta 2,1 m de largo y 1,1 m de altura, y pueden llegar a pesar hasta 275 kg. Las hembras son más pequeñas que los machos. Tiene pelos en su cuerpo, aunque éstos tienden a ser menos pronunciados a medida que el animal envejece. Es principalmente de color negro, aunque los pelos cercanos a la piel del animal son de un color naranja intenso. Sus orejas son grandes y puntiagudas, y los colmillos son proporcionalmente más pequeñas que los de los jabalíes verrugosos. Sin embargo, los colmillos de un macho pueden alcanzar una longitud de 35 cm.

## Distribución
Se sitúan en África occidental y central, donde se limitan en gran parte a los bosques de Guinea y el Congo. También se sitúan más a nivel local en las tierras más altas y húmedas de las montañas de Rwenzori y al este como en el Monte Kenia y las tierras altas de Etiopía. Se encuentran principalmente en bosques de pastizales, pero también se les pueden ver en la sabana y hábitats subalpinos boscosos en altitudes de hasta 3 800 m s. n. m. Son incapaces de hacer frente a la baja humedad o la exposición prolongada al sol, lo que para ellos es estar ausente de las regiones áridas y hábitats carentes de densidad boscosa.

## Subespecies
Se han descrito las siguientes subespecies:
- Hylochoerus meinertzhageni meinertzhageni
- Hylochoerus meinertzhageni rimator
- Hylochoerus meinertzhageni ivoriensis